# Ljubljansko barje
Ljubljansko barje meri 163 km² oziroma 0,9 % slovenskega ozemlja. Ob vsakoletnih poplavah, je poplavljena površina območja do 80 km². 
Z geološkega stališča je to več kot 200 m globoka poznopliocenska udornina izpred dveh milijonov let, nastala na stičišču alpskega in dinarskega sveta.

## Druga poimenovanja
Do druge polovice 19. stoletja je bilo v rabi za naše največje močvirje ime Ljubljansko močvirje. Potem pa ga je pisatelj Fran Levstik preimenoval v Ljubljansko barje, ker naj bi slišal Ižance govoriti, da gredo na borje, to je med borovce, s katerimi se je močvirje zaraščalo. Ljubljanskemu barju še danes pravijo Mah, po mahovih, ki so značilni za deževnično močvirje. V lokalnem govoru pa se je ohranilo tudi poimenovanje marost.

## Kamnine, površje in vode
Ljubljansko barje leži v Ljubljanski kotlini, ki je nastala s tektonskim pogrezanjem od prehoda pliocena v pleistocen. V kotlini so se akumulirale velike količine sedimentov, ki ponekod presegajo debelino 100 m. Kamninsko podlago v južnem delu Barja gradijo triasni dolomiti, ki kot barjanski osamelci molijo iz sedimentov. Na triasne dolomite osamelcev so narinjene tudi karbonske kamnine. Na južnem robu Barja izvira iz več kraških izvirov reka Ljubljanica, ki ne prinaša velikih količin naplavin, zato pa so nekraški pritoki, predvsem Iška na jugovzhodu in Gradaščica na severu, nasuli obširne vršaje, tako da je površje Barja najnižje v sredini in se polagoma dviguje proti robovom. Ljubljanica je v barjanske naplavine vrezala več metrov globoko strugo, vendar ima na svojem 20 km dolgem toku izredno malo padca (dno struge pri Verdu 285.31 m, pod Tromostovjem v Ljubljani 284m), kar povzroča stalne poplave. Sedanje Barje je po koncu zadnje ledene dobe prekrivala obsežno, plitvo jezero, ki se je zamočvirilo. Rimljani so izkopali umetno strugo Ljubljanice, kar dokazuje sedanji tok reke. Do 19. stoletja, ko so se začela na Barju obsežna melioracijska dela, je močno narasla plast šote, ki pa so jo v zadnjih desetletjih porezali za kurjavo in potrebe vrtičkarstva. Ostanki visokega barja so le še v okolici Bevk (Goričica in Kostanjevica).

## Poplave
Spomladanske in jesenske poplave, pri katerih je pod vodo lahko tudi do polovice površine Barja, so vsakoleten pojav in zato ena največjih značilnosti tega dela Slovenije. V preteklosti so se ljudje vodnim ujmam prilagodili tako, da so osnovali svoja bivališča na višinsko izpostavljenih točkah. Dandanes pa vse več človekovih prebivališč nastaja tudi v osrčju barja (Črna vas, Lipe, naselje ob Ižanki). Cena za navidezno človeško neuklonljivost pred naravo so pogoste poplave v pritličnih prostorih .

## Živalstvo
Kosec je vrsta travniške ptice in je edina v svetovnem merilu ogrožena vrsta, ki gnezdi na Ljubljanskem barju. Še pred desetimi leti je na barju gnezdila še ena globalno ogrožena vrsta ptice, južna postovka, ki pa je danes tam ni več.
Čeprav Ljubljansko barje obsega le odstotek celotne površine Slovenije ima zaradi izjemnosti habitatov na njem svoj dom tudi do 20 odstotkov populacije nekaterih vrst travniških ptic. Med njimi predvsem veliki škurh, katerega deset parov na Barju predstavlja edino stalno slovensko gnezditveno populacijo, s pomembnim deležem pa so zastopane tudi druge vrste: prepelica, priba, poljski škrjanec, repaljščica, močvirska trstnica, postovka. Na Ljubljanskem barju najdemo še nekatere ogrožene vrste gozdnih ptic in močvirskih ptic, vsega skupaj kar 107 vrst rednih in občasnih gnezdilcev, obenem pa je to območje, pomembno za prezimovanje in selitvene prelete številnih drugih vrst ptic.
Na Ljubljanskem barju najdemo ogroženo vlagoljubno populacijo barjanskega okarčka. Slednja ne živi nikjer drugje. Ponovno jo naseljujejo v Iškem morostu.
Na širšem območju Ljubljanskega barja živi okoli 45 vrst sesalcev, med najbolj ogroženimi pa je vidra, ki jo je mogoče občasno zaslediti ob Ljubljanici in Iščici. Pomemben člen barjanskega ekosistema so številne voluharice, ki živijo izključno na travnikih.  Zelo redka je postala močvirskemu svetu prilagojena želva močvirska sklednica. Dvoživk (zelena rega, urh, rjava in zelena žabe) in nevretenčarjev je na barju še v izobilju, kar je tudi eden izmed razlogov za pestrost in številčnost ptic.

## Rastlinstvo
Med rastlinskimi vrstami na barju prevladujejo vrste travniških rastlin, ki jih živopisano dopolnjujejo vijolične močvirske logarice, rožnate kukavičje lučce, rumene zlatice in kalužnice ter bele travniške penuše. Na ostankih visokega barja je mogoče najti tudi ogrožene vrste šotnega maha, okroglolisto rosiko, rožmarinko in jesenske vrese.
Na zaraščenem delu barja prevladujejo jelša, hrast, rdeči bor in breza. Za barje so značilni neskončno dolge, do dva metra široki pasovi lesene vegetacije (črna jelša), ki podobno kot odtočni kanali fizično razmejujejo parcele različnih lastnikov in so razpredene po celem Ljubljanskem barju.

## Status in varstvo območja
Območji, ki sta na Barju zaradi naravnih kvalitet prvi užili formalno varstvo države, sta bili Kozlerjeva gošča, s statusom gozdnega rezervata in Ribniki v dolini Drage pri Igu, ki so zavarovani kot naravni spomenik. Z iniciativo in pomočjo lokalnih prebivalcev je bilo kasneje zavarovano tudi močvirje v Kostanjevici, imenovano Mali plac.
Leta 2008 je bilo Ljubljansko barje s strani države in ob sodelovanju občin razglašeno za krajinski park. Znotraj krajinskega parka so kot ožja zavarovana območja zavarovani naravni spomeniki Ljubljanica, Močilnik, Retovje, Ljubija, izviri Bistre - Zupanov, Galetov in Grajski izvir, Jezero pri Podpeči in Jurčevo šotišče, ter naravni rezervati Mali plac, Strajanov breg, Goriški mah, Kozlerjeva gošča, Ribniki v dolini Drage pri Igu in Iški morost.
Celoten krajinski park pa je razdeljen na tri varstvena območja, ki se med seboj razlikujejo po ohranjenosti narave in stopnji zaščite.
Struga reke Ljubljanice in pritoka, potoka Ljubije, sta zaradi izjemnih arheoloških, zgodovinskih in kulturnozgodovinskih lastnosti razglašena za kulturni spomenik državnega pomena. 

## Arheološke najdbe
Na Ljubljanskem barju najdemo ostanke kultur, ki so ta prostor naseljevala skozi tisočletja. 
- Najstarejše arheološke ostaline na Ljubljanskem barju segajo v srednji paleolitik (Hruševec blizu Vrhnike) oziroma v poledenitveno obdobje. Odkrite so bile tudi najdbe halštatskega in latenskega izvora. O lovu pričajo lesene pasti s kovinskim ogrodjem, najdene v visokem šotnem barju pri Črni vasi in Lavrici. Aprila leta 2002 so arheologi našli ostanke več ok. 5150 let starega lesenega kolesa z osjo. To je do sedaj najstarejše najdeno kolo v Evropi in svetu. Po desetletnem postopku restavracije je bilo maja 2013 prvič razstavljeno v ljubljanskem Mestnem muzeju.[4]
- Iz rimskih časov, ko je bilo tu cvetoče pristanišče Nauportus, današnja Vrhnika, je zanimiva glinena posoda in številni kosi orožja.
- Slovansko obdobje označuje značilno glineno posodje, prepoznavno po okrasni valovnici in lončarskem znaku na dnu vrča. Največ orožja, dokaz nemirnih časov je iz 8. in 9. stoletja, časa frankovskih pohodov proti Avarom in madžarskim vdorom čez te kraje.
- Ljubljanica je bila vedno prikladna plovna pot. To najbolj nazorno potrjuje znamenita najdba rimske tovorne ladje, ki so jo izkopali leta 1890 na Kozlarjevem posestvu pri Črni vasi. Ladja je imela plosko dno, primerno za plovbo po plitvih vodah.

### Koliščarji
V starejšem odseku holocena je območje prekrivalo plitvo jezero, ki se je v tisočletjih zaraslo v barje. Pred približno 6500 leti so na to območje prišli prvi poljedelci. V poplavnih ravnicah okoli jezera so si postavljali manjše naselbine, ki jim pravimo kolišča. Leta 1875 so pri Igu odkrili prvo koliščarsko naselbino. Danes poznamo že okoli 40 najdišč, kjer so si v pradavnini koliščarji postavljali bivališča.
Ostanki dveh naselbin pri Igu so bili leta 2011 vpisani v register Unescove kulturne dediščine v sklopu serijske nominacije »Prazgodovinska kolišča okoli Alp«, ki združuje koliščarska bivališča in druge ostanke iz neolitika ter bronaste dobe v Avstriji, Franciji, Nemčiji, Italiji, Sloveniji in Švici.

## Ljubljansko barje v literaturi
- pisatelj Janez Jalen v svoji trilogiji Bobri (1942-1943) opisuje življenje koliščarjev v času, ko je bilo na Ljubljanskem barju še jezero.
- v sodobnejši literaturi za otroke zbirka knjig Zgodbe s konca kamene dobe pisatelja Sebastijana Preglja opisuje življenje dečka Brina iz kolišč Ljubljanskega barja, takrat še jezera.

## Galerija
- Pogled na Ljubljansko barje proti severu, Ljubljana in Kamniške Alpe
- Kozlerjeva gošča je največji (20 ha) velik gozdnati ostanek visokega barja.
- Mali plac je eden redkih ostankov živega barja v vsej južni Evropi, kjer voda trajno zastaja in se v njej tvori šota.
- Pospravljanje balona ob Ižanski cesti
- Močvirnato rastje, stoječa voda in domače živali (osel) na paši
- Bale na barju
- Bale na barju